# Prosopis calingastana
El cusqui (Prosopis calingastana) es una especie arbustiva perteneciente al género de fabáceas Prosopis. Habita en el centro-oeste del Cono Sur de Sudamérica.  

## Distribución
Se distribuye en regiones áridas del oeste de la Argentina, país del cual es endémico. Su hábitat específico son quebradas áridas de las laderas andinas en el departamento de Calingasta, al oeste de la provincia de San Juan, alcanzando altitudes de hasta 2500 m s. n. m.

## Características
Es un arbusto espinoso, de hasta 1 m de altura. Las ramas son muy flexuosas, estriadas longitudinalmente, verdes y pardas, con espinas solitarias y cortos entrenudos. Las hojas son uniyugadas, pubescentes y pequeñas. Las flores se disponen en racimos de 15 a 60 mm de longitud. El fruto es una legumbre linear, falcada, de una longitud de entre 55 y 100 mm con un ancho de entre 6 y 9 mm.

## Taxonomía
Prosopis calingastana fue descrito en el año 1957 por el botánico argentino Arturo Eduardo Burkart.
Etimología
Etimológicamente, el nombre genérico Prosopis proviene del griego antiguo y podría significar ‘hacia la abundancia’ ("pros" = ‘hacia’ y "Opis" = ‘diosa de la abundancia y la agricultura’). El nombre específico calingastana refiere al lugar de colecta del ejemplar tipo, Calingasta, en el valle homónimo sanjuanino.